# Hipótese do mundo PAH
A hipótese do mundo PAH (ou de PAH), ou hipótese do mundo de HAP é uma hipótese especulativa que propõe que os hidrocarbonetos aromáticos policíclicos (HAP, em inglês, PAH, de polycyclic aromatic hydrocarbons), conhecidos como sendo compostos químicos orgânicos abundantes no universo, inclusive em cometas e, também, assumidos como sendo abundantes na sopa primordial da Terra primitiva, desempenharam um papel importante na origem da vida mediando a síntese de moléculas de RNA, levando ao mundo do RNA. No entanto, até agora, a hipótese não foi testada.

## Fundamentos
O experimento de Miller-Urey em 1952 e outros já demonstraram a síntese de compostos orgânicos, como aminoácidos, formaldeído e açúcares, dos precursores inorgânicos originais que os pesquisadores presumiram estar presentes na sopa primordial (mas já não são considerados apropriados). Este experimento inspirou muitos outros. Em 1961, Joan Oró descobriu que a base de nucleótido adenina poderia ser feita a partir de cianeto de hidrogênio (HCN) e amônia em uma solução aquosa. As experiências realizadas mais tarde mostraram que as outras nucleobases de RNA e DNA poderiam ser obtidas através de química prebiótica simulada com uma atmosfera redutora.
A hipótese do mundo de RNA mostra como o RNA pode tornar-se seu próprio catalisador (uma ribozima). No meio, existem algumas etapas faltantes, como a forma como as primeiras moléculas de RNA poderiam ser formadas. A hipótese do mundo de PAH foi proposta por Simon Nicholas Platts em maio de 2004 para tentar preencher esta etapa faltando. Uma ideia mais elaborada foi publicada por Ehrenfreund et al..

## Hidrocarbonetos aromáticos policíclicos
Os hidrocarbonetos aromáticos policíclicos são as moléculas poliatômicas mais conhecidas e abundantes no universo visível e são considerados um constituinte provável do mar primordial. PAHs, juntamente com fulerenos (ou "bucky-bolas"), foram recentemente detectados em nebulosas. (Fulerenos também estão implicados na origem da vida, de acordo com a astrônoma Letizia Stanghellini: "É possível que as bucky-bolas do espaço exterior forneçam sementes para a vida na Terra".) Em setembro de 2012, cientistas da NASA relataram que os PAHs, submetidos a condições de meio interestelar (ISM, do inglês interstellar medium), são transformados, por hidrogenação, oxigenação e hidroxilação, em compostos orgânicos mais complexos  -  "um passo ao longo do caminho para os aminoácidos e nucleotídeos, as matérias-primas das proteínas e do DNA, respectivamente". Além disso, como resultado dessas transformações, os PAH perdem sua assinatura espectroscópica, o que pode ser uma das razões "pela falta de detecção de PAH em grãos de gelo interestelar, particularmente as regiões externas de nuvens frias e densas ou as camadas moleculares superiores dos discos protoplanetários".
Em 6 de junho de 2013, cientistas do IAA-CSIC relataram a detecção de hidrocarbonetos aromáticos policíclicos na atmosfera superior de Titã, a maior lua do planeta Saturno.
Os PAHs não são normalmente muito solúveis na água do mar, mas, quando sujeitos a radiações ionizantes como a luz UV solar, os átomos de hidrogênio externos podem ser removidos e substituídos por um grupo hidroxila, tornando PAHs muito mais solúveis em água.
Estes PAHs modificados são anfifílicos, o que significa que eles têm partes hidrófilas e hidrofóbicas. Quando em solução, eles se reúnem em pilhas mesogênicas discíticas (cristal líquido) que, como os lipídios, tendem a se organizar com suas partes hidrofóbicas protegidas.
Em 21 de fevereiro de 2014, a NASA anunciou um banco de dados altamente atualizado para o rastreamento de hidrocarbonetos aromáticos policíclicos no universo. Mais de 20% do carbono no universo pode estar associado a PAHs, possíveis materiais iniciais para a [[Abiogênese|formação da vida. Os PAHs parecem ter sido formados já em alguns bilhões de anos após o Big Bang, sendo abundantes no universo, e estão associados a novas estrelas e exoplanetas.

## Anexação de nucleobases para o “andaime” PAH[nota 1]
Num empilhamento de moléculas de PAH auto-ordenada, a separação entre anéis adjacentes é de 0,34 nm. Esta é a mesma separação encontrada entre nucleotídeos adjacentes de RNA e DNA.  Moléculas menores, naturalmente, se prendem aos anéis de PAH. No entanto, os anéis de PAH, enquanto se formam, tendem a girar um ao outro, o que tenderá a desalojar os compostos anexados que colidirem com aqueles anexados aos acima e abaixo. Portanto, incentiva a ligação preferencial de moléculas planas, como nucleobases de pirimidina e purina, os constituintes-chave (e os portadores de informação) de RNA e DNA. Essas bases são igualmente anfifílicas e, portanto, também tendem a se alinhar em pilhas semelhantes.

## Anexo do “espinha dorsal” oligomérica
De acordo com a hipótese, uma vez que as nucleobases estão ligadas (através de ligações de hidrogênio) ao “andaime” PAH, a distância inter-base selecionaria moléculas "ligantes" de um tamanho específico, como pequenos oligômeros de formaldeído (metanal), também retirados da "sopa" prebiótica, que se uniria (por meio de ligações covalentes) às nucleobases, bem como a outras para adicionar uma “espinha dorsal” estrutural flexível.

## Destacamento dos fios do tipo RNA
Uma queda transitória subsequente no pH ambiente (aumento da acidez), por exemplo, como resultado de uma descarga de gases ácidos de origem vulcânica, como o dióxido de enxofre (SO2) ou o dióxido de carbono (CO2), permitiria que as bases se separassem de seus “andaimes” PAH, formando um tipo de moléculas RNA (com o esqueleto de formaldeído em vez do esqueleto de ribose-fosfato usado pelo RNA "moderno", mas o mesmo passo de 0,34 nm).

## Formação de estruturas tipo ribozima
A hipótese ainda especula que, uma vez que longos fios simples de RNA são destacados das pilhas de PAH e, após os níveis de pH ambiente se tornarem menos ácidas, eles tendem a dobrar-se sobre si mesmos, com sequências complementares de nucleobases buscando preferencialmente uns aos outros e formando ligações de hidrogênio, criando estruturas estáveis, pelo menos parcialmente, de cadeia dupla, semelhantes às ribozimas. Os oligômeros de formaldeído eventualmente seriam substituídos por moléculas de fosfato de ribose mais estáveis para o material da espinha dorsal, resultando em um marco inicial para a hipótese do mundo de RNA, que especula sobre desenvolvimentos evolutivos adicionais desse ponto.

## Leitura recomendada
- A Simple Kind of Life - December 24, 2008 - supernovacondensate.net
- Pascale Ehrenfreund, Steen Rasmussen, James Cleaves, Liaohai Chen (2006). Experimentally Tracing the Key Steps in the Origin of Life: The Aromatic World Astrobiology, 6 (3), 490-520 DOI: 10.1089/ast.2006.6.490 - www.ncbi.nlm.nih.gov
- THE AROMATIC WORLD, Astrobio - Jun 15, 2006 - An Interview with Pascale Ehrenfreund - www.astrobio.net